# Tolnay Károly (jogász, 1813–1897)
Tolnai és dunaszentgyörgyi Tolnay Károly (Sümeg, Zala vármegye, 1813. november 14. – Zalaszentmihály, 1897. március 24.), jogász, főszolgabíró, táblabíró, országgyűlési követ, országgyűlési képviselő.

## Élete
Apja, dunaszentgyörgyi Tolnay Gábor (1787–1832) Zala vármegye főjegyzője, anyja, csáfordi és pottyondi Pottyondy Anna volt.
Alap tanulmányai befejezése után a vármegye közigazgatásával foglalkozott: 1837. szeptember 25-e és 1840. szeptember 28-a között a zalaszántói járás alszolgabírája volt, majd 1844. június 10-étól 1847. június 14-éig szántói járás főszolgabírája lett. Tolnay Károly a zalai liberális eszmék egyik vezérlő egyéniség volt Csány Lászlóval, ifjabb Csúzy Pállal, Csertán Sándorral, Deák Ferenccel és Kerkapoly Istvánnal együtt. A szabadságharc előtt, 1847. október 4-én ifjabb Csúzy Pállal együtt választották meg Zala vármegye egyik országgyűlési követévé, amely tisztséget egészen 1848. április 11-éig töltötte be.

## Házassága és gyermekei
Felesége szentgyörgyi Horváth Mária (1817–1898) volt, akitől egy leány- és egy fiúgyermeke született:
- Tolnay Irén (1836–1906).[5] Férje, besenyői és velikei Skublics István (1826-1899), 1848-as honvédszázados, törvényhatóság bizottsági tagja.[6]
- Tolnay Tivadar (1840–1901), földbirtokos.[7] Neje, kisgecsényi Szabó Gizella.